# Xavier Faus Santasusana
|  | No s'ha de confondre amb Xavier Faus i Esteve. |

Xavier Faus Santasusana   (Barcelona, 23 d'agost de 1964) és un empresari català i gestor de capital d'inversió que dirigeix l'empresa d'administració del fons Meridia Capital Partners. Des de 2001 ha gestionat operacions per valor de més dos bilions d'euros entre inversions i venda d'actius, majoritàriament en el sector immobiliari a Catalunya, Espanya, França i Llatinoamèrica. Entre 2010 i 2015 fou vicepresident econòmic i estratègic del FC Barcelona. També va ser vicepresident del Reial Club de Tennis Barcelona entre 2008 i 2019. Des del juliol de 2019 fins al juliol de 2022 va presidir el Cercle d'Economia.

## Educació i primers anys
Té un Grau en Lleis per la Universitat Autònoma de Barcelona, un Màster en Llei Internacional per la Universitat de Georgetown (Washington DC) i un MBA Executiu per ESADE (Barcelona).

## Trajectòria
Abans de començar la seva carrera en el món de les inversions, Faus va treballar com a advocat especialitzat en M&A a Nova York (Garrigues) i Barcelona (Cuatrecasas) durant onze anys.
El 2001, va dirigir un consorci per tal d'adquirir Hovisa, l'empresa immobiliària propietària de l'Hotel Arts de Barcelona (Ritz-Carlton), entre altres actius. Subsegüentment esdevingué president i accionista minoritari de l'empresa.
Més tard, el 2006 va dirigir la venda d'Hovisa a un consorci format per Host Hotels & Resorts i GIC (del Govern de Singapur). Aquest tracte va obtenir, en el seu moment, el preu més alt mai pagat per un bé immoble sol a l'estat espanyol (417 milions d'euros).
Entre 2003 i 2007, Faus fou soci gestor per Espanya i Portugal a Patron Capital Partners, empresa de fons immobiliaris londinenca relacionada amb universitats dels Estats Units.
El 2006 va fundar Meridia Capital Partners, una empresa especialitzada en fons immobiliaris i d'inversió. El seu primer fons, "Meridia I", va invertir en hotels urbans incloent-hi el W Paris Opéra Hotel, el Four Seasons Hotel de Ciutat de Mèxic, el Ritz-Carlton Hotel de Santiago de Xile i l'Hotel Intercontinental de São Paulo.
El 2014 Meridia va llançar "Meridia II", invertint en el sector immobiliari espanyol. El febrer de 2016, va llançar "Meridia III", un fons immobiliari similar a Meridia II en termes d'estratègia.
Entre 2010 i 2015 fou vicepresident econòmic del FC Barcelona, sota la presidència de Sandro Rosell i dirigí la política econòmica de l'entitat, i fou qui va negociar amb Qatar Sports Investments el contracte que vincula Qatar amb el club, i que aportava en aquell moment entre 30 i 35 milions d'euros anuals.
Entre 2011 i 2013 Faus fou tresorer del Cercle d'Economia, i entre 2010 i 2014 fou membre de la junta directiva d'Immobiliària Colonial.
El maig de 2019 es va fer públic que seria l'únic candidat a les eleccions de juliol a la presidència del Cercle d'Economia per succeir Juan José Brugera.
El 24 de juliol de 2019, Faus va ser elegit president del Cercle d'Economia. Faus, que era l'unic candidat, va ser proclamat president amb 423 vots favorables, 1 vot en contra i una abstenció. Faus va anunciar la creació d'un consell asesor que estaria integrat pel president sortint, Juan José Brugera, i els dos presidents anteriors, el professor de la Universitat de Barcelona, Anton Costas i l'exministre del Partit Popular, Josep Piqué. També va fer públic que el nou equip directiu seria paritari: 10 homes i 10 dones de reconegut prestigi.

## Controvèrsies
L'any 1996, Faus va rebre l'adjudicació directa i l'encàrrec de l'aleshores president del Barça, Josep Lluís Núñez, de posar en marxa el local temàtic Màgic Barça a la Vila Olímpica de Barcelona. Una milionària inversió inicial que estava previst replicar a altres clubs de la primera divisió espanyola. El local no va tenir l'èxit esperat i el fracàs va ser espectacular. El 1998, Màgic Barça va tancar el negoci i la idea ja no va ser exportada a cap altre club.
El juny de 2005, Javier Faus va dimitir de la Junta Laporta després que dies abans també ho fessin Sandro Rosell, Josep Maria Bartomeu, Jordi Moix i Jordi Monés. Faus va alegar motius personals i professionals, però també va ser determinant el seu distanciament amb el president Laporta i que fos marginat de les negociacions del club per acordar determinats patrocinis.
L'any 2010, amb la victòria de la candidatura presidida per Sandro Rosell a la presidència del FC Barcelona, Faus va ser nomenat vicepresident econòmic de la Junta Directiva, va encarregar la reformulació de comptes de la junta sortint presidida per Joan Laporta i va impulsar una acció social de responsabilitat contra la directiva anterior que va ser aprovada per l'assemblea de compromissaris. El juliol de 2011, la junta va interposar la demanda davant els tribunals. A l'octubre de 2014, la justícia va desestimar la demanda i va determinar que el resultat global del mandat Laporta havia estat positiu.
L'any 2010, Sandro Rosell i Javier Faus van ser els principals impulsors de l'acord amb Qatar per a incorporar publicitat a la samarreta del FC Barcelona. Faus i Rosell haurien obviat l'aparent conflicte d'interessos en que estaven immersos durant la negociació de l'acord. Faus era conseller d'Immobiliària Colonial, empresa participada pel fons estatunidenc Colony Capital que, a la vegada era el propietari del 70% del París Saint Germain. El desembre de 2010, el FC Barcelona va signar l'acord de venda de la samarreta amb Qatar Sports Investments i, sis mesos després, QSI va comprar a Colony Capital el 70% del PSG. El maig de 2014, Faus va renunciar al seu càrrec de conseller de Colonial coincidint amb l'entrada a la immobiliària del fons d'inversió Qatar Investment Authority.
El juny de 2011, Javier Faus va anunciar la reducció d'un 50% el pressupost destinat a les seccions i la supressió de la secció de beisbol per considerar insostenible el seu manteniment. La mesura va causar polèmica, ja que implicava un estalvi relativament petit i que la directiva havia promès en campanya electoral que potenciaria el caràcter pluriesportiu del club.
El novembre de 2012, Faus va anunciar que per a la temporada següent la publicitat de la samarreta es reconvertiria de Qatar Foundation a Qatar Airways en aplicació d'una de les clàusules del contracte inicial. Una clàusula que ni la premsa ni els socis del Barça tenien constància de la seva existència. Faus va reconèixer que havia estat una petició del patrocinador i que calia tenir-ho en compte per lleialtat a un soci col·laborador.
El desembre de 2013, com a vicepresident econòmic del FC Barcelona, Faus va protagonitzar unes declaracions polèmiques sobre la renovació de Leo Messi que van provocar la indignació de l'entorn familiar de Messi i la reacció airada del propi Messi. Faus va declarar a l'emissora RAC1 que: «no entendria que el club renovés novament el contracte de Leo Messi, perquè ja va ser ampliat i millorat l'any anterior» i va recordar que: «No sé per què hauríem de fer-ho de nou, no hem de presentar una millora de contracte cada sis mesos». Leo Messi va replicar amb expressions com: «Faus no sabe nada de fútbol, Recuerdo (al Sr. Faus) que ni yo ni nadie de mi entorno ha pedido ningún aumento ni renovación o el Barça es el mejor equipo del mundo y debe ser representado por los mejores dirigentes.» El gener de 2014, Faus va matisar les seves declaracions dient que no hi havia hagut mala fe i que: «A veces se dicen cosas que no se quieren decir.»
El novembre de 2014, l'excandidat a la presidència del FC Barcelona, Agustí Benedito, va declarar en roda de premsa que Faus tenia interessos i negocis a Qatar mentre va ser directiu del Barça. Faus va interposar una querella contra Benedito, que s'havia negat a retractar-se. La justícia va desestimar la demanda i va condemnar Faus a pagar les costes del judici.